# Waguinho
Wagner Dias das Neves, meglio noto con lo pseudonimo Waguinho o Vaguinho (Cornélio Procópio, 15 gennaio 1968), è un ex giocatore di calcio a 5 brasiliano, campione del mondo con la nazionale brasiliana nel 1996.

## Carriera
Waginho ha partecipato alla spedizione brasiliana al FIFA Futsal World Championship 1996 in Spagna dove i verdeoro si sono laureati campioni del mondo per la terza volta. Si tratta dell'unico campionato del mondo disputato dal laterale.

## Palmarès
- Campionato mondiale: 1

Spagna 1996
- Coppa America: 2

Rio de Janeiro 1996, São Leopoldo 1997